# Platylomella lescurii
Platylomella es un género monotípico de hepáticas perteneciente a la familia Amblystegiaceae. Comprende 1 especie descrita y aceptada. Su única especie es: Platylomella lescurii.

## Taxonomía
Platylomella lescurii fue descrita por (Sull.) A.L.Andrews y publicado en The Bryologist 53(1): 58. 1950.
Sinonimia
- Amblystegium lescurii (Sull.) Austin
- Hypnum lescurii Sull.
- Platyloma lescurii (Sull.) Kindb.
- Sciaromium laxirete Abramova & I.I. Abramov
- Sciaromium lescurii (Sull.) Broth.